# Gunnar Nielsen. Aars
Gunnar Nielsen. Aars A/S er en dansk entreprenørvirksomhed med hovedkvarter i Aars og afdelinger i Aalborg og Randers. Gunnar Nielsens historie går tilbage til 1939, mens det nuværende selskab blev etableret i 1984. Virksomheden har i dag 6 forskellige ejere. I 2023 havde de ca. 150 ansatte.